# 新垣比菜
新垣 比菜（あらかき・ひな、1998年12月20日 - ）は、沖縄県具志川市（現：うるま市）出身の日本の女性プロゴルファーである。所属はダイキン工業。

## 経歴
うるま市立兼原小学校、うるま市立具志川中学校、興南高等学校をそれぞれ卒業。
宮里藍への憧れと父親の影響により8歳の時にゴルフを始め、沖縄県名護市のエナジックゴルフアカデミーに入校して腕を磨く。
2011年、日本女子プロゴルフ協会（LPGA）ツアー「ダイキンオーキッドレディスゴルフトーナメント」に出場、12歳2ヶ月は大会史上最年少出場となった。また同大会では中学2年時から高校3年間の5年連続（2013年～2017年）でベストアマチュアを獲得している。
中学生時代は前述のベストアマ獲得や、第43回「九州女子選手権競技」（アマチュア公式戦、 喜々津カントリー倶楽部）にて、後にプロ入りする柏原明日架、三ヶ島かな、勝みなみ等の選手たちを抑えて優勝した。
高校進学後の2014年８月、アメリカ合衆国のジュニア国際大会である「PING Summer Championship Series」（2日制大会）単独優勝、「Royal Vista Summer Championship」（1日制大会）優勝タイの成績を残す。同年10月には第31回「全日本サンスポ女子アマゴルフ選手権」で優勝。
高校2年だった2015年4月、LPGAステップ・アップ・ツアー「ラシンク・ニンジニア／RKBレディース」において、アマチュアながら初出場初優勝を果たした。同年日本ゴルフ協会（JGA）ナショナルチームに選出。
2016年3月に畑岡奈紗と共にASIA PACIFICチームの一員として、ポルトガルで行われた「Patsy Hankins Trophies」に出場し、ヨーロッパチームと対戦した。
同年8月「日本ジュニアゴルフ選手権競技」（女子15歳～17歳の部）で優勝。
高校卒業後の2017年、LPGA最終プロテストに進出し9位タイとなり初挑戦で合格。LPGA89期生となる。
ダイキン工業所属となった2018年は、QTランキング11位でスタート。同年4月「サイバーエージェントレディスゴルフトーナメント」で初日首位タイ、2日目単独首位となり、最終日は2オーバーと崩れたがトータル9アンダーで、アマチュア時代からしのぎを削った柏原明日架、前年の賞金女王・鈴木愛を抑えてLPGAツアー初優勝を果たす。
同年は最終的に年間獲得賞金ランキング（賞金ランク）23位で自身初のシード入り。同年12月に発表されたLPGAアワードにおいて「敢闘賞」を受賞した。
2019年は優勝はなかったものの、賞金ランク27位で2年連続のシード入りとなった。
コロナ禍の影響を受けた2020-21シーズンではショットの不振に陥り、シード落ちを経験。そこから3季連続シード落ち。2022年秋に青木翔コーチに師事しスイングから再構築した。
QT13位で迎えた2024年シーズンでは、6月のヨネックスレディスゴルフトーナメントで2位に1打差をつけた首位で迎えた最終日を70でまとめ、スコアを-14アンダーまで伸ばして2位に3打差をつけ、6年ぶりのツアー2勝目を挙げた。

## トーナメント優勝

### ツアー優勝

#### JLPGAツアー（2）
| No. | Date                   | Tournament                                     | スコア              | 2位との差 | 2位（タイ）                |
| --- | ---------------------- | ---------------------------------------------- | ------------------- | --------- | -------------------------- |
| 1   | 2018年4月27-29日       | サイバーエージェントレディスゴルフトーナメント | −9（67-66-74=207）  | 1打差     | 柏原明日架                 |
| 2   | 2024年5月31日 - 6月2日 | ヨネックスレディスゴルフトーナメント           | −14（69-63-70=202） | 3打差     | 高橋彩華 蛭田みな美 穴井詩 |

#### ステップアップツアー（1）
| No. | Date         | Tournament             | スコア              | 2位との差  | 2位（タイ） |
| --- | ------------ | ---------------------- | ------------------- | ---------- | ----------- |
| 1   | 2021年9月3日 | カストロールレディース | −10（71-68-67=206） | プレーオフ | 上野菜々子  |